# Рустикелли, Карло
Ка́рло Рустике́лли (итал. Carlo Rustichelli; 24 декабря 1916, Карпи, Эмилия-Романья — 13 ноября 2004[…], Рим) — итальянский композитор. Отец известной итальянской эстрадной певицы Алиды Келли (1943—2012) и композитора и пианиста Паоло Рустикелли (род. 1957).

## Биография
Окончил Болонскую консерваторию. Также обучался в Национальной академии Святой Цецилии в Риме. С 1939 года пишет музыку для кино («Papà per una notte»). Много и плодотворно сотрудничал с режиссёром Пьетро Джерми. Работал также с такими итальянскими режиссёрами, как Дзампа, Моничелли, Коменчини, Болоньини, Брагалья, Понтекорво, Ванчини, Ризи, Монтальдо, Лидзани, Лой, Бертолуччи, Дамиани, Бава, Кастеллани, Фульчи, Блазетти, Пазолини, Камерини, Корбуччи, д’Амато и другими. Писал музыку к фильмам зарубежных режиссёров: Сауры, Годара, Девиля, Гранье-Дефера, Дере, Молинаро, Уайлдера, Рязанова и многих других. Всего написал музыку к почти 300-м картинам.
В Италии присуждается премия его имени. Его имя носит один из астероидов — «38541 Rustichelli».

## Избранная фильмография
- 1948 — Утраченная молодость / Gioventù perduta
- 1949 — Под небом Сицилии / In nome della legge
- 1950 — Тото ищет квартиру / Totò cerca casa
- 1952 — Легенда Пьяве / La leggenda del Piave
- 1956 — Машинист / Il ferroviere
- 1958 — Бесхарактерный мужчина / L'uomo di paglia
- 1958 — Человек в коротких штанишках / L'amore più bello
- 1959 — Проклятая путаница / Un maledetto imbroglio
- 1959 — Мститель / Il vendicatore
- 1959 — Ганнибал / Annibale
- 1960 — Капо / Kapò
- 1960 — Долгая ночь сорок третьего года / La lunga notte del '43
- 1960 — Любовь в Риме / Un amore a Roma
- 1960 — Аргонавты: В поисках золотого руна / I giganti della Tessaglia
- 1960 — Трёхспальная кровать / Letto a tre piazze
- 1961 — День льва / Un giorno da leoni (в советском прокате «Пароль „Виктория“»)
- 1961 — Развод по-итальянски / Divorzio all'italiana
- 1962 — Костлявая смерть / La commare secca (с Пьеро Пиччони)
- 1962 — Четыре дня Неаполя / Le quattro giornate di Napoli
- 1962 — РоГоПаГ / Ro.Go.Pa.G.
- 1963 — Плеть и тело / La frusta e il corpo
- 1963 — Товарищи / I compagni
- 1963 — Невеста Бубе / La ragazza di Bube
- 1963 — Соблазнённая и покинутая / Sedotta e abbandonata
- 1964 — Шесть женщин для убийцы / Sei donne per l'assassino
- 1965 — Приключения на Тортуге / L'avventuriero della Tortuga
- 1965 — Дамы и господа / Signore & signori
- 1966 — Армия Бранкалеоне / L'armata Brancaleone
- 1966 — Операция «Страх» / Operazione paura
- 1967 — Аморальный / L'immorale (с Луиджи Стокки[итал.])
- 1967 — Бог простит… Я — нет! / Dio perdona... Io no!
- 1968 — Одиссея / Odissea (мини-сериал)
- 1968 — Козырной туз / I quattro dell'Ave Maria
- 1968 — Серафино / Serafino
- 1968 — Сатирикон / Satyricon
- 1968 — Семь братьев Черви / I sette fratelli Cervi
- 1969 — Битва за Эль-Аламейн / La battaglia di El Alamein
- 1969 — Один из тринадцати / Una su 13
- 1970 — Каштаны — вкусные / Le castagne sono buone
- 1970 — Нини Тирабушо / Ninì Tarabusciò, la donna che inventò la mossa
- 1971 — История любви и ножей / Er più: storia d'amore e di coltello
- 1971 — Задержанный в ожидании суда / Detenuto in attesa di giudizio
- 1971 — Именем итальянского народа / In nome del popolo italiano (в советском прокате «Полмиллиарда за алиби»)
- 1972 — Аванти! / Avanti!
- 1972 — Альфредо, Альфредо / Alfredo Alfredo
- 1973 — Хотим полковников / Vogliamo i colonnelli
- 1973 — Эмигрант / L'emigrante
- 1973 — Невероятные приключения итальянцев в России (СССР—Италия)
- 1974 — Преступление во имя любви / Delitto d'amore
- 1975 — Мои друзья / Amici miei
- 1976 — Женщина в окне / Une femme à sa fenêtre
- 1976 — Банда / Le Gang
- 1977 — Спешащий человек / L'homme pressé
- 1978 — Дядя Адольф по прозвищу Фюрер / Zio Adolfo, in arte Führer
- 1979 — Убийство на Тибре / Assassinio sul Tevere
- 1981 — Лес любви / Bosco d'amore
- 1982 — Мои друзья—2 / Amici miei - Atto II°
- 1982 — Орёл или решка / Testa o croce (с Паоло Рустикелли)
- 1985 — Мои друзья—3 / Amici miei - Atto III°

## Награды
- 1959 — премия «Серебряная лента» за лучшую музыку к фильму («Бесхарактерный мужчина»)
- 1967 — премия «Серебряная лента» за лучшую музыку к фильму («Армия Бранкалеоне»)
- 1982 — номинация на премию Давид ди Донателло за лучшую музыку к фильму («Лес любви»)
- 2002 — Офицер ордена «За заслуги перед Итальянской Республикой»[4]